# Augustin-Norbert Morin
Augustin-Norbert Morin (ur. 13 października 1803 w Saint-Michel-de-Bellechasse, zm. 27 lipca 1865 w Sainte-Adèle) – kanadyjski polityk i sędzia, kopremier rządu Prowincji Kanady.

## Życiorys
Morin urodził się 13 października 1803 we frankofońskiej rodzinie rolniczej jako najstarszy z jedenaściorga dzieci. Rodzina zamieszkiwała Kanadę od siedmiu pokoleń. Młody Augustin, podobnie jak jeden z jego młodszych braci, Francis, wykazywał ponadprzeciętne zdolności, co zostało zauważone przez miejscowego księdza. Z jego pomocą obaj bracia udali się na studia do seminarium w mieście Québec. Młodszy brat po jego ukończeniu został duchownym, lecz Augustin wybrał karierę świecką. Studiował prawo pod kierunkiem Denisa-Benjamina Vigera. W 1828 został przyjęty do palestry.
Morin rozpoczął działalność polityczną już jako młody człowiek. Już czasie studiów udzielał się w grupach broniących praw użycia języka francuskiego w życiu publicznym. Już we wczesnej fazie swej aktywności został dostrzeżony przez takich prominentnych polityków reformistycznych jak Louis-Hippolyte La Fontaine i Denis-Benjamin Viger. W wieku 27 był już posłem do legislatury Dolnej Kanady. Znany z dobrego pióra był autorem wielu słynnych mów wygłaszanych przez czołowych reformistów w parlamencie. Był także faktycznym autorem słynnych 92 postulatów, wysuniętych przed frankofońskich reformistów. W czasie rebelii 1837 Morin pozostał pasywny, lecz podejrzenia władz o udział w rozruchach skierowane były także i przeciw niemu. W celu uniknięcia kłopotów Morin przez pewien czas się ukrywał. Po utworzeniu Prowincji Kanady Morin pełnił wiele funkcji publicznych, w większości na poziomie samorządowym. Później został powołany także do rządu prowincji, a po ustąpieniu La Fontaine’a w 1851, zajął jego miejsce jako ko-premier u boku Francisa Hincksa, pozostając w rządzie do 1854. Po upadku rządu reformistycznego, otrzymał nieoczekiwaną propozycję od Allana MacNaba, lidera konserwatystów, dotyczącą stworzenia rządu koalicyjnego, który przetrwał zaledwie cztery miesiące. Po ustąpieniu z rządu został mianowany sędzią sądu najwyższego. W czasie swej kadencji brał aktywny udział w kodyfikacji prawa Kanady. Zmarł nagle 27 lipca 1865.